# Dino Delić
Dino Delić (* 8. September 2008) ist ein bosnisch-österreichischer Fußballspieler.

## Karriere

### Verein
Delić begann seine Karriere beim SV Rapid Feffernitz. Zur Saison 2016/17 wechselte er zum Villacher SV. Zur Saison 2021/22 wechselte er in die Akademie des SK Austria Klagenfurt, in der er fortan sämtliche Altersstufen durchlief. Im Mai 2024 debütierte er für die Amateure der Klagenfurter in der Kärntner Liga. Bis zum Ende der Saison 2023/24 kam er zu zwei Einsätzen in der vierthöchsten Spielklasse.
Im Dezember 2024 gab er bei seiner Kaderpremiere sein Debüt für die Profis der Austria in der Bundesliga, als er am sechsten Spieltag der Saison 2024/25 gegen den FC Red Bull Salzburg in der 89. Minute für Dikeni Salifou eingewechselt wurde. Damit wurde er gemeinsam mit dem zeitgleich debütierenden Adem Mustafić der erste Spieler des Jahrgangs 2008 in der Bundesliga.

### Nationalmannschaft
Delić spielte im November 2022 einmal für die österreichische U-15-Auswahl. Im November 2024 spielte er dann aber erstmals für die bosnische U-17-Mannschaft.